# Эмин-паша (маршал)
Эмин-паша (тур. Emin-paşa) — политический деятель и учёный, один из наиболее авторитетных учёных Османской империи в первой половине XIX века в области точных наук и военного дела. Маршал, губернатор Дамаска. Сын выдающегося математика, выходца из Крымского ханства Хусейна Рыфкы Крымского. Первый крымский татарин, который окончил в Кембриджский университет.

## Биография
Эмин Рыфкы родился в семье учёного-математика, башходжи Султанского сухопутной военно-инженерного училища Хусейна Рыфкы Тамани в 1780-1790-х годах, но точная дата его рождения неизвестна.
До 1835 года учился в Стамбульской Султанской академии. Когда в Султанской академии было принято решение направить в Англию группу молодых студентов для получения фундаментальную европейского образования, среди отобранных кандидатов был и Эмин-бей, который уже тогда он подавал большие надежды.
Поступив на факультет точных наук Кембриджского университета, вскоре Эмин-бей стал одним из лучших студентов. После окончания университета молодой ученый подал в ректорат диплом (написанный французским) на соискание должности преподавателя Кембриджа. Его работа была высоко оценена и вскоре он начал преподавательскую деятельность, но какие-то доселе неизвестные обстоятельства заставили его вернуться в Османскую империю.
После возвращения в Стамбул Эмин-бей получил звание генерал-майора и был назначен директором Султанского военного училища — одного из ведущих в отрасли реформ военных учебных заведений Османской империи. Вскоре он становится одним из наиболее авторитетных османских ученых в области точных наук и военное дело. Через несколько лет Эмин-бей уже высокопоставленный чиновник ряда военно-учебных заведений, а еще через некоторое время он получил почетный титул паши, был назначен членом военного совета, а чуть позже и ее председателем.
Эмин-паша стал одним из самых ярких представителей новой интеллектуальной элиты Османской империи первой половины XIX века. Султан и Диван высоко ценили его заслуги в области образования и военного дела — со временем он возглавил еще один почетный государственный орган Меджлис, а также орган, который руководил образованием в государстве — Маариф.
На склоне лет маршал Эмин-паша командовал османскими войсками в Румелии, а чуть позже был губернатором Дамаска. Умер в 1851 году. После себя Эмин-паша оставил ряд опубликованных научных работ по математике, физике и военному искусству.